# Hunter Strickland
Hunter Drew Strickland (né le 24 septembre 1988 à Thomaston, Géorgie, États-Unis) est un lanceur droitier des Rays de Tampa Bay de la Ligue majeure de baseball.

## Carrière
Hunter Strickland est repêché au 18e tour de sélection par les Red Sox de Boston en 2007. Le 22 juillet 2009, alors qu'il évolue en ligues mineures, Strickland est avec le joueur d'arrêt-court Argenis Díaz échangé aux Pirates de Pittsburgh contre le joueur de premier but Adam LaRoche. Le 2 avril 2013, Strickland est réclamé au ballottage par les Giants de San Francisco.
C'est avec les Giants que Strickland fait ses débuts dans le baseball majeur en lançant une manche en relève face aux Rockies du Colorado le 1er septembre 2014. Il réussit un premier sauvetage le 22 septembre suivant contre les Dodgers de Los Angeles et remporte une première victoire le 27 septembre face aux Padres de San Diego. Il n'accorde aucun point et enregistre 9 retraits sur des prises en 9 sorties et 7 manches lancées pour San Francisco en fin de saison 2014. Il protège la victoire des Giants dans le second match de leur Série de divisions 2014 contre les Nationals de Washington le 4 octobre et lanceur gagnant du dernier match le 7 octobre même s'il est victime de deux circuits de Bryce Harper au cours des 3 apparitions en relève qu'il fait dans cette série éliminatoire.
Strickland remporte avec les Giants la Série mondiale 2014 mais il est victime de deux circuits des Royals de Kansas City en 4 apparitions au monticule en finale. Avec 6 circuits accordés dans les éliminatoires la même année, il bat le record peu enviable qu'avait établi Chris Narveson, des Brewers de Milwaukee, en 2011. Durant la saison 2015, cependant, Strickland n'accorde que 4 circuits en 55 matchs, enregistre 50 retraits sur des prises et maintient une moyenne de points mérités de 2,45 en 51 manches et un tiers lancées pour San Francisco.